# Хенкін Ігор Борисович
Ігор Борисович Хенкін, (рос. Игорь Борисович Хенкин; 12 березня 1968, Владимир) — російський шахіст, у 1993—1997 роках представляв Ізраїль, у 1998-му — Росію, від 1999-го — Німеччину, гросмейстер від 1992 року.

## Шахова кар'єра
Перших успіхів досягнув наприкінці 80-х років (в рейтинг-листі ФІДЕ станом на 1 січня 1989 року записаний був з результатом 2415 пунктів). Невдовзі досягнув кілька помітних успіхів на міжнародній арені, в тому числі в Будапешті (1991, поділив 1-ше місце з Михайлом Шерешевським), Парижі (1991, поділив 1-ше місце з Кевіном Спрагеттом i Андрієм Харловим), Стокгольмі (Rilton Cup 1991/92, поділив 1-ше місце з Марґейром Петурссоном i Даном Крамлінгом), Іракліоні (1992, посів 1-ше місце) i Тель-Авіві (1992, поділив 1-ше місце з Іллєю Сміріним). Багато разів перемагав або ділив 1-ше місце на міжнародних турнірах, в тому числі:
- 1993 — Копенгаген (Politiken Cup, з Джоном Емссом i Генріком Даніельсеном),
- 1995 — Вайльбург (з Едвінсом Кеньгінсом, Даріусом Загорскісом i Михайлом Голубєвим),
- 1996 — Wangs Pizol, Женева,
- 1997 — Кошалін (Mk Cafe Cup, з Яцеком Гданським),
- 1998 — Стокгольм (Rilton Cup 1997/98), Кошалін (Mk Cafe Cup), Сан-Марино, Порто-Сан-Джорджо (з в тому числі Ігорем Глеком), Падуя (з в тому числі Мікеле Годеною i Геннадієм Тимощенком),
- 2000 — Нью-Йорк (з в тому числі Петером Гейне Нільсеном),
- 2001 — Братто (з в тому числі Володимиром Єпішиним, Вадимом Міловим, Сінішою Дражичем i Мікеле Годеною), Ано-Ліосія (2000/01, з в тому числі Сергієм Шиповим, Леонідом Юдасіним, Володимиром Бакланом i Хрістосом Банікасом),
- 2002 — Женева (з Володимиром Бурмакіним i Семеном Двойрісом), Бад-Вісзе (з Михайлом Оратовським, Левоном Ароняном, Геральдом Гертнеком, Костянтином Ландою, Роландом Шмальцем i Володимиром Малаховим),
- 2003 — Женева (з Семеном Двойрісом),
- 2004 — Андорра-ла-Велья (з Бранко Дамляновичем, Льюїсом Комасом Фабрего i Лораном Фрессіне), Bad Wiessee (з Пьотром Бобрасом, Ігорем Курносовим, Віталієм Голодом i Карелом ван дер Вейде),
- 2006 — Андорра-ла-Велья, Бад-Гомбург, Дрезден (ZMD Open, з Євгеном Постним i Олександром Графом),
- 2007 — Женева, Бад-Гомбург.

1997 року здобув у складі команди «Stilon» Gorzów Wielkopolski звання командного чемпіона Польщі, показавши найкращий індивідуальний результат на 2-й шахівниці (9 очок у 11 партіях). У 2001 році взяв участь у чемпіонаті світу за версією ФІДЕ, де в 1-му колі здолав Карена Асряна, але у 2-му поступився Рустаму Касимджанову. 2010 року в Бад-Лібенцеллі виграв срібну медаль чемпіонату Німеччини, крім того 2011 року здобув у Бонні звання чемпіона країни.
Неодноразово представляв Німеччину на командних змаганнях, в тому числі:
- двічі на шахових олімпіадах (2008, 2012)[5],
- на командному чемпіонаті світу (2013)[6],
- двічі на командних чемпіонатах Європи (2009, 2013)[7].

Найвищий рейтинг Ело дотепер мав станом на 1 травня 2012 року, досягнувши 2670 пунктів посідав тоді 84-е місце в світовій класифікації ФІДЕ, разом з тим посідав 2-е місце (після Аркадія Найдіча) серед німецьких шахістів.